# Clubiona desecheonis
Clubiona desecheonis este o specie de păianjeni din genul Clubiona, familia Clubionidae, descrisă de Petrunkevitch, 1930.
Este endemică în Puerto Rico. Conform Catalogue of Life specia Clubiona desecheonis nu are subspecii cunoscute.